# Petra Schürmann
Petra Schürmann-Freund, als Hildegard Petra Elisabeth Schürmann of als Hildegard Petra Susanna Schürmann of volgens andere informatie als Petra Hildegard Elisabeth Schürmann (Mönchengladbach, 15 september 1933 – Starnberg, 14 januari 2010) was een Duitse actrice, tv-presentatrice, programma-omroepster en voormalig Miss World.

## Biografie
Petra Schürmann groeide op als tweede van drie kinderen (oudere zus, jongere broer) van het echtpaar Maria en Heinz Schürmann, aanvankelijk in Wuppertal. Door de oorlogssituatie bracht ze enkele maanden gescheiden van haar ouders door in Wechmar (Thüringen). Schürmann woonde vanaf 1953 in Wipperfürth. Ze studeerde theologie, Duits, filosofie en kunstgeschiedenis in Bonn, Keulen en München met als doel les te geven op scholen. In 1956 was ze de eerste Duitse die in Londen tot Miss World werd gekozen nadat ze pas als derde was geëindigd bij de verkiezing van Miss Germany in Baden-Baden. Ze hervatte haar onderbroken studie na korte tijd, maar maakte deze nooit af.
Petra Schürmann kwam in de jaren 1960 naar de Beierse televisie en begon daar een carrière als omroepster. Tussendoor deed ze vrijwilligerswerk bij de Münchner Merkur. Daarna modereerde ze verschillende programma's voor ARD en ZDF, waaronder de Samstagsclub, Verkehrsgericht en meest recent Wir in Bayern. Ze was ook actief als actrice en boekauteur. In 1967 werd de dochter van Petra Schürmann geboren, de latere BR-presentator Alexandra Schürmann-Freund. Aanvankelijk noemde Petra Schürmann de naam van de vader niet. Het ging over de dokter Gerhard Freund (1922-2008), die destijds getrouwd was met de actrice Marianne Koch en bij wie hij twee zoons had. Na de scheiding van Marianne Koch, trouwden Freund en Schürmann in 1973 en nam Petra Schürmann de naam Schürmann-Freund aan.

## Privéleven en overlijden
Door de plotselinge dood van haar 34-jarige dochter bij een verkeersongeval, veroorzaakt door een suïcidale spookrijder in 2001, werd Petra Schürmann ziek met psychoreactieve spraakstoornissen en trok zich grotendeels terug uit de openbaarheid. Regisseur Heidi Kranz maakte een film over Petra Schürmann (Petra Schürmann - Ein Leben, 2005), die haar sprakeloosheid, maar ook haar levensvreugde laat zien en inzicht geeft in haar leven en het verdriet om haar dochter.
Ze kon haar plan om terug te keren naar het scherm als presentator van een talkshow niet realiseren. Ze probeerde ook de dood van haar dochter te verwerken door het boek Und eine Nacht vergeht wie ein Jahr te schrijven. Sinds 2006 woonde ze met haar man in afzondering aan de Starnberger See. In 2008 overleed Gerhard Freund op 86-jarige leeftijd aan kanker. Petra Schürmann overleed in januari 2010 op 76-jarige leeftijd na een lange periode van lijden en vond haar laatste rustplaats op de begraafplaats in Aufkirchen am Starnberger See aan de zijde van haar man en dochter.

## Filmografie
- 1960: Mit Himbeergeist geht alles besser
- 1966: Rette sich wer kann oder Dummheit siegt überall (tv-film)
- 1966: Der dumme August – Sie schreiben mit (tv-serie)
- 1967: Heißes Pflaster Köln
- 1968: Doppelsonne
- 1968: Wirb oder stirb (tv-film)
- 1969: Sieben Tage Frist
- 1969: Uxmal
- 1971: Gestrickte Spuren (tv)
- 1971: Die Tote aus der Themse
- 1971: Olympia – Olympia (tv)
- 1971: Überall ist Wunderland – Erinnerungen an Joachim Ringelnatz (tv-film – verteller)
- 1972: Das Rätsel des silbernen Halbmonds
- 1974: Okay S.I.R. – Ein glatter Fall
- 1975: Eine ganz gewöhnliche Geschichte (tv-serie)
- 1976: Julia und Romeo (tv)
- 1977: Halbzeit (tv)
- 1978: Dalli Dalli (spelshow, eenmalig)
- 1978: Unsere kleine Welt (tv-film)
- 1980: Ein Mann unseres Vertrauens Der Millionenbauer (tv-serie, aflevering 1x07)
- 1983: Am Ufer der Dämmerung
- 1983–1985: Verkehrsgericht (tv-serie – presentatrice 4 afleveringen)
- 1996: Zum Stanglwirt (tv-serie, een aflevering)

## Schriften
- Das Abenteuer, erwachsen zu werden. Knaurs Mädchenbuch. Droemer Knaur, München 1976, ISBN 3-426-02248-6
- Das große Buch der Kosmetik und Körperpflege. Naturalis, München 1981, ISBN 3-88703-607-7
- Und eine Nacht vergeht wie ein Jahr. Droemer Knaur, München 2002, ISBN 3-426-27275-X.
Knaur Taschenbuch 62467, München 2003, ISBN 3-426-62467-2 (Autobiografie onder de indruk van de dood door een ongeval van haar dochter)
- Wieder Freude am Leben. Petra Schürmann und Gerhard Freund berichten, wie sie mit der Nahrungssubstanz NADH die schlimmste Krise ihres Lebens meisterten. Samen met Gerhard Freund. Editor: Gesundheitsprodukte Kornelia Sinning, ISBN 978-3-8423-2989-8, verschenen bij Books on Demand